# Más tropiezos de Mastropiero
Más tropiezos de Mastropiero fue un espectáculo teatral de humor musical realizado por el conjunto de instrumentos informales Les Luthiers, con la formación denominada "Les Luthiers elenco 2019". Esta obra, estrenada en 2023, y su gira (nacional e internacional) correspondiente fueron anunciadas como las últimas que realizaría el conjunto Les Luthiers, dándole cierre a su carrera iniciada en la década de 1960.
Mas tropiezos de Mastropiero cuenta con textos, música y dirección de Carlos López Puccio y Jorge Maronna, integrantes históricos del conjunto. Incluye once piezas nuevas compuestas especialmente para la formación con la que se presentan, sumadas a tres obras del repertorio tradicional de Les Luthiers.
Durante el espectáculo se presentan varios instrumentos informales, destacándose la presencia tanto de algunos históricos como de otros instrumentos nuevos creados para esta gira.

## Programa
Programa Estreno Rosario (noviembre 2022)
- Diálogos con Mastropiero (monólogos)
- Villancicos Opus 25-12 (villancicos navideños para Navidad)
- Days of Doris (andante con fuoco de metralla)
- Tristeza que entristece (allegro molto, molto moderato)
- Don Ciccio (capriccio italiano)
- Aria agraria (tarareo conceptual)
- Partitura invaluable (marcha semifúnebre)
- ¡Arriba los carteles! (de protesta)
- Pasión bucólica (vals geriátrico)
- Vote a Ortega (música proselitista)
- Ella me engañó (bolero de protesta)
- La clase de música (música de primera clase)
- Chachachá para órgano a pistones (andante con moto)
- Coda a la alegría (oda)

Programa Buenos Aires (enero a marzo 2023)
- Diálogos con Mastropiero (monólogos)
- Villancicos Opus 25-12 (villancicos navideños para Navidad)
- Days of Doris (andante con fuoco de metralla)
- Ella me engañó (bolero de protesta)
- Tristeza que entristece (allegro molto, molto moderato)
- Don Ciccio (capriccio italiano)
- Aria agraria (tarareo conceptual)
- Partitura invaluable (marcha semifúnebre)
- ¡Arriba los carteles! (de protesta)
- Pasión bucólica (vals geriátrico)
- Vote a Ortega (música proselitista)
- La clase de música (música de primera clase)
- Chachachá para órgano a pistones (andante con moto)
- Coda a la alegría (oda)

Programa Gira Latinoamericana 1 (abril a mayo 2023)
- Diálogos con Mastropiero (monólogos)
- Villancicos Opus 25-12 (villancicos navideños para Navidad)
- Days of Doris (andante con fuoco de metralla)
- Ella me engañó (bolero de protesta)
- Don Ciccio (capriccio italiano)
- Aria agraria (tarareo conceptual)
- Partitura invaluable (marcha semifúnebre)
- ¡Arriba los carteles! (de protesta)
- Pasión bucólica (vals geriátrico)
- Vote a Ortega (música proselitista)
- La clase de música (música de primera clase)
- Chachachá para órgano a pistones (andante con moto)
- Coda a la alegría (oda)

Programa Gira España, Interior y Latinoamericana 2 (junio a diciembre 2023)
- Diálogos con Mastropiero (monólogos)
- Villancicos Opus 25-12 (villancicos navideños para Navidad)
- Days of Doris (andante con fuoco de metralla)
- Ella me engañó (bolero de protesta)
- Don Ciccio (capriccio italiano)
- Aria agraria (tarareo conceptual)
- Partitura invaluable (marcha semifúnebre)
- ¡Arriba los carteles! (de protesta)
- Pasión bucólica (vals geriátrico)
- La clase de música (música de primera clase)
- Chachachá para órgano a pistones (andante con moto)
- Coda a la alegría (oda)

Fuera de Programa (noviembre 2022 y enero a diciembre 2023)
- Rhapsody in balls (handball blues)

## Elenco
- Roberto Antier
- Carlos López Puccio
- Jorge Maronna
- Tomás Mayer-Wolf
- Martín O’Connor
- Horacio Tato Turano
- Santiago Otero Ramos (alternante)
- Pablo Rabinovich (alternante)

## Instrumentos estrenados
Para la obra Mas tropiezos de Mastropiero se estrenaron el "bajo fuentón" y el "tristacho", ejecutados por Jorge Maronna y Tomás Mayer-Wolf respectivamente. Además, el "Órgano a pistones", que había sido estrenado en una presentación anterior de Les Luthiers, fue modificado para poder ejecutar varias notas simultáneamente, permitiendo su reestreno en Mas tropiezos de Mastropiero con la ejecución de Carlos López Puccio, Jorge Maronna, Tomás Mayer-Wolf, Horacio "Tato" Turano y Roberto Antier.

## Curiosidades
- Originalmente programada para estrenarse en mayo de 2020, el espectáculo era publicitado como una mezcla de obras clásicas y obras nuevas escritas especialmente para el nuevo elenco, llamado después "Elenco 2019".
- El Teatro Coliseo, que albergó a Les Luthiers por casi 25 años en Buenos Aires, iba a ser el lugar donde se presentaría este espectáculo en mayo de 2020.
- Según declaraciones de fans, dos obras se probaron para integrar el espectáculo que a final quedaron descartadas: "Iniciación a las Artes Marciales" y "La Gallina dijo Eureka".
- La obra "Villancicos Opus 25-12" fue probada en 2019, fue de las primeras en ser compuestas para este espectáculo y recibió una respuesta positiva del público y del mismo Marcos Mundstock, quien no participó de su creación.[5]
- Debido a la pandemia del COVID-19 se cancelaron el estreno en la ciudad de Rosario y las funciones programadas en 2020 en Buenos Aires; se reprogramaron para enero de 2021, pero finalmente se cancelaron.
- Durante el confinamiento se escribieron nuevas obras y se intentaron ensayos de forma virtual.[5]
- En junio de 2021 se creó la empresa Ostinato SRL (fundada por Carlos López Puccio, Jorge Maronna y Lino Patalano), encargada de manejar los derechos de marca, obras e instrumentos de Les Luthiers SRL bajo licencia, para esta nueva etapa.[6]
- Una vez finalizado el confinamiento y reanudando las presentaciones del conjunto, se anunció el estreno del espectáculo para noviembre de 2022.[5]
- Como tiene acostumbrado el conjunto, el estreno mundial del espectáculo se realizó en el Teatro Fundación Astengo en la ciudad de Rosario (Argentina). El día del estreno, el 18 de noviembre de 2022, el espectáculo tuvo una duración de 2 horas y 15 minutos, tiempo que se fue reduciendo hasta llegar a las 2 horas en su versión final durante las ultimas presentaciones de diciembre de 2023.
- Dos obras se eliminaron del programa: "Tristeza que entristece", que se eliminó después de la despedida de Buenos Aires, y "Vote a Ortega", que no se representó desde las funciones en Madrid en adelante.[5]
- Durante las funciones en Buenos Aires en febrero de 2023 los alternantes tuvieron participación activa: Pablo Rabinovich reemplazó todas las participaciones de Jorge Maronna en un par de funciones y Santiago Otero Ramos reemplazó a Roberto Antier solo en el papel del entrevistador en una función.
- Según declaraciones de asistentes, la función despedida de Buenos Aires (25 de marzo de 2023) se habría filmada de forma oficial.
- Este espectáculo tiene una vinculación especial con los dos miembros históricos del conjunto: la primera función se realizó en la ciudad de Rosario (ciudad natal de Carlos López Puccio) y la última función se realizó en la ciudad de Bahía Blanca (ciudad natal de Jorge Maronna).[5]

## Fechas
| Fecha                     | Ciudad                  | País            | Lugar                                          |
| América del Sur           | América del Sur         | América del Sur | América del Sur                                |
| ------------------------- | ----------------------- | --------------- | ---------------------------------------------- |
| 18 de noviembre de 2022   | Rosario                 | Argentina       | Auditorio Fundación Astengo                    |
| 19 de noviembre de 2022   | Rosario                 | Argentina       | Auditorio Fundación Astengo                    |
| 20 de noviembre de 2022   | Rosario                 | Argentina       | Auditorio Fundación Astengo                    |
| 25 de noviembre de 2022   | Rosario                 | Argentina       | Auditorio Fundación Astengo                    |
| 26 de noviembre de 2022   | Rosario                 | Argentina       | Auditorio Fundación Astengo                    |
| 27 de noviembre de 2022   | Rosario                 | Argentina       | Auditorio Fundación Astengo                    |
| 12 de enero de 2023       | Buenos Aires            | Argentina       | Teatro Ópera                                   |
| 13 de enero de 2023       | Buenos Aires            | Argentina       | Teatro Ópera                                   |
| 14 de enero de 2023       | Buenos Aires            | Argentina       | Teatro Ópera                                   |
| 19 de enero de 2023       | Buenos Aires            | Argentina       | Teatro Ópera                                   |
| 20 de enero de 2023       | Buenos Aires            | Argentina       | Teatro Ópera                                   |
| 21 de enero de 2023       | Buenos Aires            | Argentina       | Teatro Ópera                                   |
| 26 de enero de 2023       | Buenos Aires            | Argentina       | Teatro Ópera                                   |
| 27 de enero de 2023       | Buenos Aires            | Argentina       | Teatro Ópera                                   |
| 28 de enero de 2023       | Buenos Aires            | Argentina       | Teatro Ópera                                   |
| 2 de febrero de 2023      | Buenos Aires            | Argentina       | Teatro Ópera                                   |
| 3 de febrero de 2023      | Buenos Aires            | Argentina       | Teatro Ópera                                   |
| 4 de febrero de 2023      | Buenos Aires            | Argentina       | Teatro Ópera                                   |
| 9 de febrero de 2023      | Buenos Aires            | Argentina       | Teatro Ópera                                   |
| 10 de febrero de 2023     | Buenos Aires            | Argentina       | Teatro Ópera                                   |
| 11 de febrero de 2023     | Buenos Aires            | Argentina       | Teatro Ópera                                   |
| 16 de febrero de 2023     | Buenos Aires            | Argentina       | Teatro Ópera                                   |
| 17 de febrero de 2023     | Buenos Aires            | Argentina       | Teatro Ópera                                   |
| 18 de febrero de 2023     | Buenos Aires            | Argentina       | Teatro Ópera                                   |
| 3 de marzo de 2023        | Buenos Aires            | Argentina       | Teatro Ópera                                   |
| 4 de marzo de 2023        | Buenos Aires            | Argentina       | Teatro Ópera                                   |
| 10 de marzo de 2023       | Buenos Aires            | Argentina       | Teatro Ópera                                   |
| 11 de marzo de 2023       | Buenos Aires            | Argentina       | Teatro Ópera                                   |
| 17 de marzo de 2023       | Buenos Aires            | Argentina       | Teatro Ópera                                   |
| 18 de marzo de 2023       | Buenos Aires            | Argentina       | Teatro Ópera                                   |
| 23 de marzo de 2023       | Buenos Aires            | Argentina       | Teatro Ópera                                   |
| 25 de marzo de 2023       | Buenos Aires            | Argentina       | Teatro Ópera                                   |
| 14 de abril de 2023       | Quito                   | Ecuador         | Teatro Nacional Jaime Roldós Aguilera          |
| 15 de abril de 2023       | Quito                   | Ecuador         | Teatro Nacional Jaime Roldós Aguilera          |
| 20 de abril de 2023       | Monterrey               | México          | Auditorio Pabellón M                           |
| 22 de abril de 2023       | Guadalajara             | México          | Teatro Diana                                   |
| 26 de abril de 2023       | Ciudad de México        | México          | Auditorio Nacional                             |
| 27 de abril de 2023       | Ciudad de México        | México          | Auditorio Nacional                             |
| 4 de mayo de 2023         | Bogotá                  | Colombia        | Movistar Arena                                 |
| 9 de mayo de 2023         | Medellín                | Colombia        | Teatro Metropolitano                           |
| 10 de mayo de 2023        | Medellín                | Colombia        | Teatro Metropolitano                           |
| Europa                    |                         |                 |                                                |
| 31 de mayo de 2023        | Madrid                  | España          | Gran Teatro Príncipe Pío                       |
| 1 de junio de 2023        | Madrid                  | España          | Gran Teatro Príncipe Pío                       |
| 2 de junio de 2023        | Madrid                  | España          | Gran Teatro Príncipe Pío                       |
| 3 de junio de 2023        | Madrid                  | España          | Gran Teatro Príncipe Pío                       |
| 4 de junio de 2023        | Madrid                  | España          | Gran Teatro Príncipe Pío                       |
| 7 de junio de 2023        | Madrid                  | España          | Gran Teatro Príncipe Pío                       |
| 8 de junio de 2023        | Madrid                  | España          | Gran Teatro Príncipe Pío                       |
| 9 de junio de 2023        | Madrid                  | España          | Gran Teatro Príncipe Pío                       |
| 10 de junio de 2023       | Madrid                  | España          | Gran Teatro Príncipe Pío                       |
| 11 de junio de 2023       | Madrid                  | España          | Gran Teatro Príncipe Pío                       |
| 14 de junio de 2023       | Madrid                  | España          | Gran Teatro Príncipe Pío                       |
| 15 de junio de 2023       | Madrid                  | España          | Gran Teatro Príncipe Pío                       |
| 16 de junio de 2023       | Madrid                  | España          | Gran Teatro Príncipe Pío                       |
| 17 de junio de 2023       | Madrid                  | España          | Gran Teatro Príncipe Pío                       |
| 18 de junio de 2023       | Madrid                  | España          | Gran Teatro Príncipe Pío                       |
| 21 de junio de 2023       | Madrid                  | España          | Gran Teatro Príncipe Pío                       |
| 22 de junio de 2023       | Madrid                  | España          | Gran Teatro Príncipe Pío                       |
| 23 de junio de 2023       | Madrid                  | España          | Gran Teatro Príncipe Pío                       |
| 24 de junio de 2023       | Madrid                  | España          | Gran Teatro Príncipe Pío                       |
| 25 de junio de 2023       | Madrid                  | España          | Gran Teatro Príncipe Pío                       |
| 27 de junio de 2023       | Sevilla                 | España          | Palacio de Congresos y Exposiciones de Sevilla |
| 28 de junio de 2023       | Sevilla                 | España          | Palacio de Congresos y Exposiciones de Sevilla |
| 30 de junio de 2023       | Nerja                   | España          | Auditorio Manuel del Campo                     |
| 1 de julio de 2023        | Nerja                   | España          | Auditorio Manuel del Campo                     |
| 4 de julio de 2023        | Barcelona               | España          | Edificio Fórum                                 |
| 5 de julio de 2023        | Barcelona               | España          | Edificio Fórum                                 |
| 6 de julio de 2023        | Barcelona               | España          | Edificio Fórum                                 |
| 9 de julio de 2023        | San Felíu de Guixols    | España          | Guíxols Arena                                  |
| América del Sur y Central |                         |                 |                                                |
| 28 de julio de 2023       | Santa Cruz de la Sierra | Bolivia         | Sonilum                                        |
| 29 de julio de 2023       | Santa Cruz de la Sierra | Bolivia         | Sonilum                                        |
| 4 de agosto de 2023       | Salta                   | Argentina       | Teatro Provincial                              |
| 5 de agosto de 2023       | Salta                   | Argentina       | Teatro Provincial                              |
| 6 de agosto de 2023       | Salta                   | Argentina       | Teatro Provincial                              |
| 9 de agosto de 2023       | Tucumán                 | Argentina       | Teatro Mercedes Sosa                           |
| 10 de agosto de 2023      | Tucumán                 | Argentina       | Teatro Mercedes Sosa                           |
| 11 de agosto de 2023      | Tucumán                 | Argentina       | Teatro Mercedes Sosa                           |
| 17 de agosto de 2023      | San Juan                | Argentina       | Teatro del Bicentenario                        |
| 18 de agosto de 2023      | San Juan                | Argentina       | Teatro del Bicentenario                        |
| 19 de agosto de 2023      | San Juan                | Argentina       | Teatro del Bicentenario                        |
| 20 de agosto de 2023      | San Juan                | Argentina       | Teatro del Bicentenario                        |
| 23 de agosto de 2023      | Mendoza                 | Argentina       | Teatro Mendoza                                 |
| 24 de agosto de 2023      | Mendoza                 | Argentina       | Teatro Mendoza                                 |
| 25 de agosto de 2023      | Mendoza                 | Argentina       | Teatro Mendoza                                 |
| 26 de agosto de 2023      | Mendoza                 | Argentina       | Teatro Mendoza                                 |
| 27 de agosto de 2023      | Mendoza                 | Argentina       | Teatro Mendoza                                 |
| 31 de agosto de 2023      | Córdoba                 | Argentina       | Plaza de la Música                             |
| 1 de septiembre de 2023   | Córdoba                 | Argentina       | Plaza de la Música                             |
| 15 de septiembre de 2023  | Rosario                 | Argentina       | Metropolitano Rosario                          |
| 16 de septiembre de 2023  | Rosario                 | Argentina       | Metropolitano Rosario                          |
| 21 de septiembre de 2023  | Santiago                | Chile           | Teatro Nescafé de las Artes                    |
| 22 de septiembre de 2023  | Santiago                | Chile           | Teatro Nescafé de las Artes                    |
| 23 de septiembre de 2023  | Santiago                | Chile           | Teatro Nescafé de las Artes                    |
| 24 de septiembre de 2023  | Santiago                | Chile           | Teatro Nescafé de las Artes                    |
| 4 de octubre de 2023      | Montevideo              | Uruguay         | Auditorio Nacional Doctora Adela Reta          |
| 5 de octubre de 2023      | Montevideo              | Uruguay         | Auditorio Nacional Doctora Adela Reta          |
| 6 de octubre de 2023      | Montevideo              | Uruguay         | Auditorio Nacional Doctora Adela Reta          |
| 7 de octubre de 2023      | Montevideo              | Uruguay         | Auditorio Nacional Doctora Adela Reta          |
| 13 de octubre de 2023     | Neuquén                 | Argentina       | Estadio Ruca Che                               |
| 20 de octubre de 2023     | La Plata                | Argentina       | Teatro Municipal Coliseo Podestá               |
| 21 de octubre de 2023     | La Plata                | Argentina       | Teatro Municipal Coliseo Podestá               |
| 4 de noviembre de 2023    | San José                | Costa Rica      | Teatro Popular Melico Salazar                  |
| 5 de noviembre de 2023    | San José                | Costa Rica      | Teatro Popular Melico Salazar                  |
| 21 de noviembre de 2023   | Lima                    | Perú            | Gran Teatro Nacional                           |
| 22 de noviembre de 2023   | Lima                    | Perú            | Gran Teatro Nacional                           |
| 8 de diciembre de 2023    | Bahía Blanca            | Argentina       | Gran Plaza Teatro                              |
| 9 de noviembre de 2023    | Bahía Blanca            | Argentina       | Gran Plaza Teatro                              |